# Sint-Johannes van Nepomukkerk (Eberbach)
De Sint-Johannes van Nepomukkerk (Duits: St.-Johannes-Nepomuk-Kirche) is een katholiek kerkgebouw in Eberbach in het Rhein-Neckar-Kreis in het noordwesten van de Duitse deelstaat Baden-Württemberg.
De voor de stad zeer beeldbepalende kerk werd tussen 1884 en 1887 gebouwd en is de vierde kerk op dezelfde plaats.

## Geschiedenis

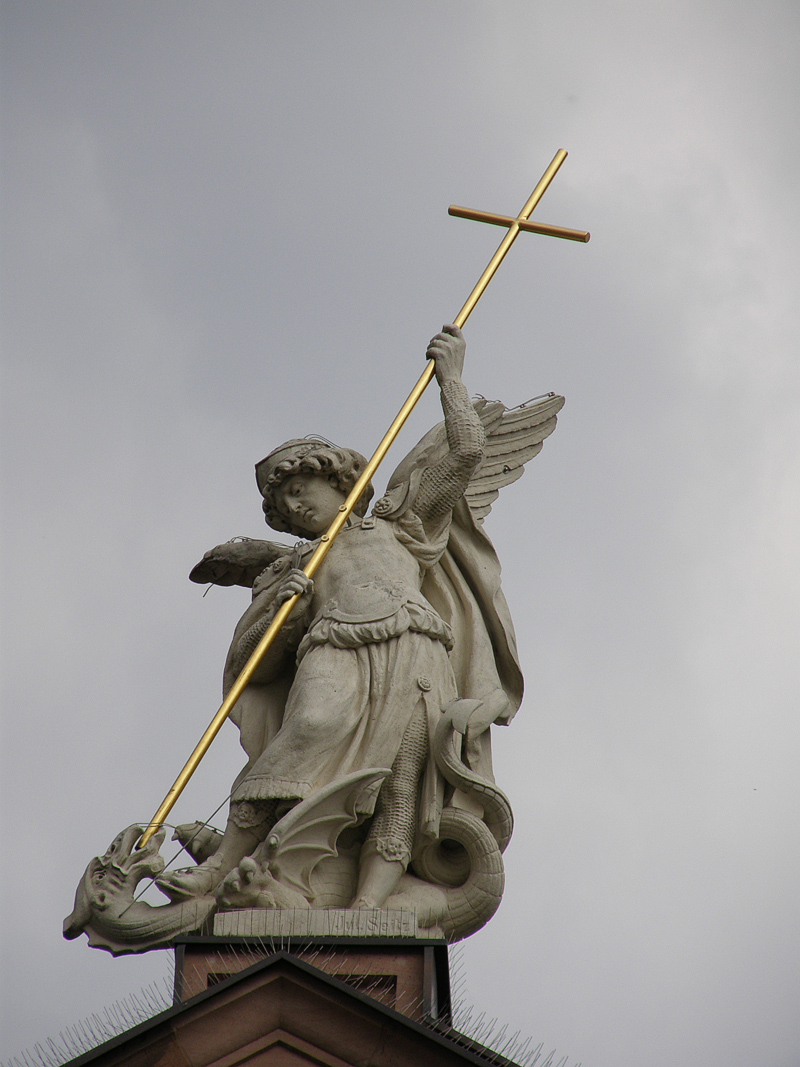
Het Michaëlbeeld op de geveltop (2009)

Vanwege het feit dat de parochie Eberbach oorspronkelijk bij het bisdom Würzburg hoorde, kan worden aangenomen dat de kerkstichting voor het jaar 1000 moet hebben plaatsgevonden. Het kerkgebouw bevond zich oorspronkelijk buiten de stadsmuren van Eberbach.
In 1429 werd in de stad een nieuwe kerk gebouwd, waarna de oude kerk tot kerkhofkapel werd bestemd. Deze kerk werd in 1488 wegens bouwvalligheid gesloopt en door nieuwbouw vervangen. In 1566 voerde de Paltse keurvorst Otto Hendrik de reformatie in. Nadat echter een katholieke tak van het Huis Wittelsbach de macht verkreeg werd de stadskerk van Eberbach een simultaankerk, totdat ze bij de Paltse kerkenverdeling aan de calvinisten werd toegewezen en de katholieken de oude kerkhofkapel verkregen.
In de 18e eeuw werd ook de kerkhofkapel bouwvallig en voegde men tot 1782 aan de oude toren een nieuw kerkschip in barokke stijl toe, maar al veertig jaar later moest men aan de barokke nieuwbouw schade vaststellen, waarvan de oorzaak lag in de vochtige ondergrond. Nadat het kerkhof in 1835 werd verplaatst, kon een nieuwe, grotere kerk worden gebouwd. De plannen voor dit gebouw stamden van Adolf Williard onder medewerking van de bouwinspecteur Lutz. De bouwleiding van het project had de toen nog jonge architect Ludwig Maier, die zijn medewerking aan de bouw van meer dan 80 katholieke kerken in Baden-Würtemmberg verleende. De bouw vond tussen 1884 en 1887 plaats en werd net als de voorganger aan de heilige Johannes van Nepomuk gewijd.
Restauraties van de kerk vonden er in 1950 en 1970–1971 plaats. 

## Beschrijving
De kerk staat in het noordoostelijke centrum van de stad en werd in de voor kerken minder vaak voorkomende stijl van de neorenaissance gebouwd. De drieschepige kerk heeft een oostelijke oriëntatie en is voorzien van een markante gevel met dubbele zandstenen torens. Boven het hoofdportaal bevinden zich de beelden van de vier evangelisten met hun symbolen. Op de geveltop troont het beeld van de aartsengel Michaël, de oude beschermheilige van de stad. Alle vijf beelden werden door de beeldhouwer Julius Seitz vervaardigd. Het portaal werd in 1970 door Hermann Koziol ontworpen en toont scènes uit de Heilige Schrift en het leven van de patroonheilige.
De ramen in het koor beelden Bijbelse voorstellingen uit en werden in 1970 door Valentin Feuerstein ontworpen. 
Ambo, celebratiealtaar en het altaar dat wordt gebruikt tijdens de doordeweekse vieringen zijn van kalksteen. Het tabernakel werd in 1951 door Anton Kunz gemaakt.

## Orgel
Het orgel werd in 1972 door Hans-Theodor Vleugels (Hardheim) gebouwd. Het grote instrument heeft 56 registers verdeeld over drie manualen en pedaal. De speel- en registertracturen zijn elektrisch.